# Newport
Newport (velšsky: Casnewydd) je třetí největší město Walesu po Cardiffu a Swansea rozprostírající se na březích řeky Usk. Je kulturním centrem historického hrabství Monmouthshire. Má 140 000, resp. 160 000 obyvatel. Tvoří část větší městské aglomerace South East Wales, která má téměř 1,3 milionu obyvatel zahrnující několik okolních měst jako Cardiff, Monmouthshire, Bridgend, Barry, South Wales Valleys a další.
Jeho jméno vzniklo tak, že do starého přístavu Caerleon výše na řece Usk již nemohly větší lodě doplout a tak byl nový přístav (tedy anglicky „new port“) postaven na místě dnešního města.
Velšské pojmenování pro město, Casnewydd-ar-Wysg ([kasˈnɛʊɪð ar ˈwɪsk]IPA), znamená „New castle-on-Usk“, tedy „nový hrad na řece Usk“ (jde o zkrácenou verzi Castell Newydd ar Wysg). Název odkazuje na původní Newportský hrad, resp. malé motte naproti newportské katedrále. To bylo však v roce 1840 zavezeno sutí ze stavby železničních tunelů pod Stow Hillem a nyní již nelze žádnou jeho část spatřit. Má také latinské jméno Novus Burgus („nové město“) a na starých mapách je někdy označován jako Newport-on-Usk.
Důležitost přístavu jako středověkého obchodního centra byla potvrzena po odkrytí lodě z patnáctého století na břehu řeky.

## Historie
Prvními obyvateli úrodného říčního ústí byli rybáři v době bronzové. Později zde keltský kmen Silurů postavil opevněné pevnůstky jež jej hlídaly. V roce 75 postavily římské legie pevnost v Caerleonu bránící tamější říční brody, v roce 1090 pak přišli Normané a o něco níže poproudu postavili opevněný hrad. V roce 1385 se tzv. New Town stal Newportem a Hugh, Earl ze Staffordu, mu poskytl práva města. Další mu byla udělena na počátku sedmnáctého století Jakubem I.
Na konci devatenáctého století v období průmyslové revoluce se velšská údolí stala klíčovým dodavatelem uhlí a železa přepravovaných po řekách do přístavů jakým byl právě Newport. To vyústilo v jeho masivní rozvoj. Newport poté stal jedním z největších měst ve Walesu.
V roce 1839 město bylo ústředním dějištěm povstání Chartistů kdy byl jejich třítisícový pochod centrem města napaden a rozehnán milicí přivolanou starostou. Dvacet lidí bylo zabito a vůdce povstání, John Frost, byl odsouzen k smrti, ačkoliv místo toho později převezen do Austrálie.

## Osobnosti města
- Desmond Llewelyn (1914–1999), herec, známy jako pán Q z bondovek
- Peter Greenaway (* 1942), filmový režisér
- Michael Sheen (* 1969), herec

## Partnerská města
- Heidenheim an der Brenz, Německo, 1980
- Kutaisi, Gruzie, 1989
- Kuang-si, Čína, 1996
- Annapolis, Maryland, USA